# 開幕戦
開幕戦（かいまくせん）はスポーツなどでのシーズンや大会の最初の試合のこと。英語ではOpening Game（オープニングゲーム）と言う。　

## 北米
MLB、NFL、NBA、NHLのいわゆる北米4大プロスポーツリーグでは、北アメリカに属するアメリカ合衆国やカナダ以外の国で開幕戦の1カードが開催されるケースがある。
1990年のNBA開幕戦であるフェニックス・サンズ対ユタ・ジャズが東京体育館で開催されたのが最初であり、公式戦としても最初の北アメリカ以外の国での開催である。NBAの日本開幕戦は1992年・1994年・1996年と合わせて計4回開催されている。
MLBは1996年のメキシコを皮切りに海外市場を意識した開幕戦が行われており、2000年には日本、2001年にはアメリカの海外領土であるプエルトリコ、2014年にはオーストラリア、2024年には韓国でそれぞれ初めて開催され、そのうち日本では2025年までに計6回開催されている。
NFLは2024年より開幕戦の1カードがブラジルで開催されている。
なお、開幕戦に出場登録された選手のことを開幕ロースターと呼ぶ。

## 日本野球

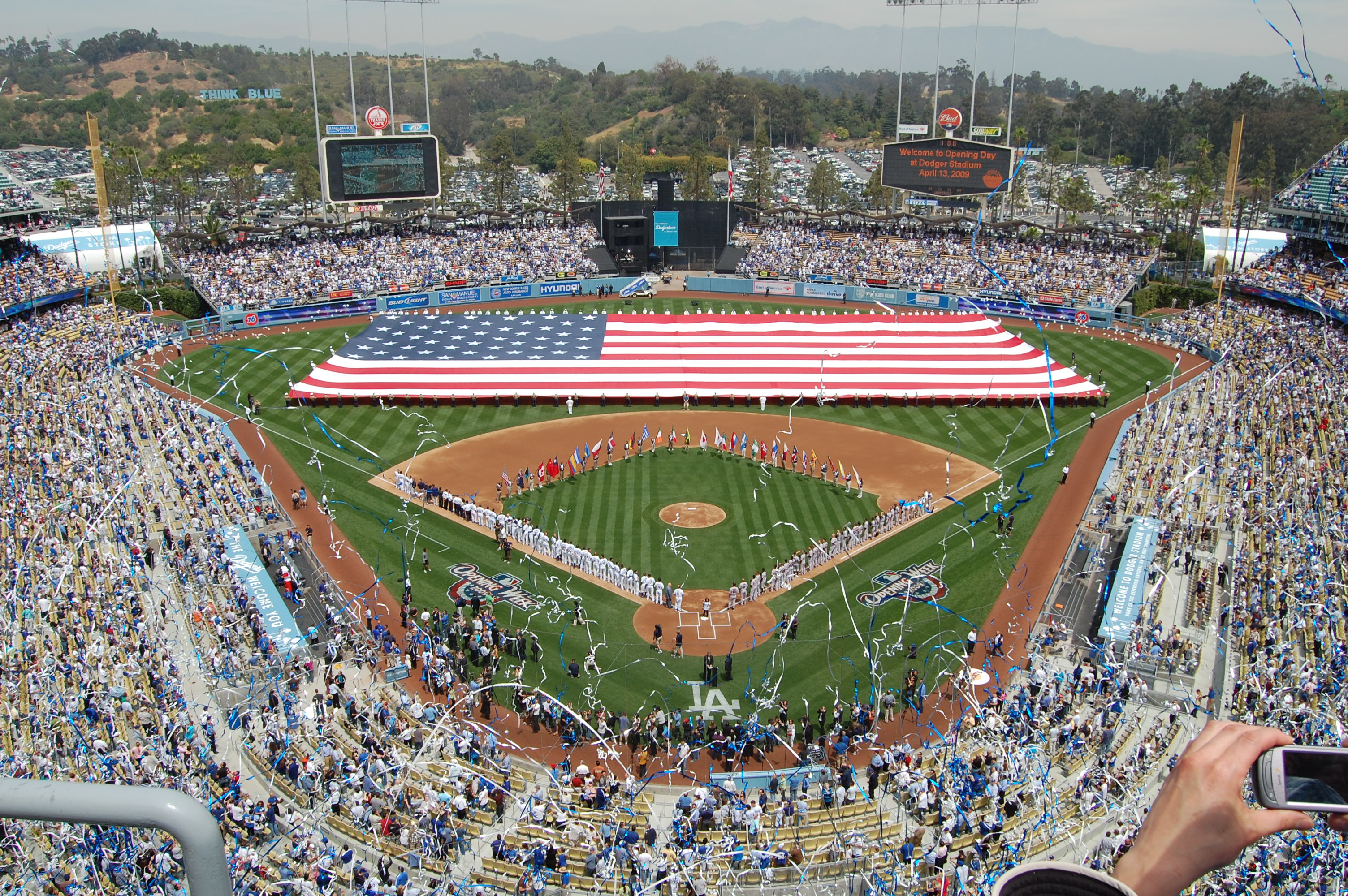
ドジャー・スタジアムでの開幕戦（2009年）

開幕戦の試合を開幕試合といい、開幕試合は特別な意味を持つという意見と開幕試合も長いペナントレースの単なる1試合にすぎないという意見がある。開幕試合の先発投手は開幕投手と呼ばれ、各チームを代表する投手が投入される。

### 日本プロ野球
| 年        | セ・リーグ                                                                                  | パ・リーグ                                                                                  |
| --------- | ------------------------------------------------------------------------------------------- | ------------------------------------------------------------------------------------------- |
| ～2001年  | 前年の上位3チームが主催                                                                     | 前年の上位3チームが主催                                                                     |
| 2002年    | サッカーワールドカップ日韓大会による特例                                                    | サッカーワールドカップ日韓大会による特例                                                    |
| 2003年    | 2001年の上位3チームが主催 （2002年の開幕権がスライド）                                      | 2001年の上位3チームが主催 （2002年の開幕権がスライド）                                      |
| 2004年    | 2002年の上位3チームが主催                                                                   | 2002年の上位3チームが主催                                                                   |
| 2005年    | 2003年の上位3チームが主催                                                                   | 2003年の上位3チームが主催                                                                   |
| 2006年    | 2004年の上位3チームが主催                                                                   | 2004年の上位3チームが主催                                                                   |
| 2007年    | 2005年の上位3チームが主催                                                                   | 2005年の上位3チームが主催                                                                   |
| 2008年    | 2006年の上位3チームが主催                                                                   | 2006年の上位3チームが主催                                                                   |
| 2009年    | 2007年の上位3チームが主催                                                                   | 2007年の上位3チームが主催                                                                   |
| 2010年    | 2008年の上位3チームが主催                                                                   | 2008年の上位3チームが主催                                                                   |
| 2011年    | 東日本大震災による特例 （当初の予定では2009年の上位3チームが主催）                          | 東日本大震災による特例 （当初の予定では2009年の上位3チームが主催）                          |
| 2012年    | 2010年の上位3チームが主催 （2011年の開幕権が事実上消滅）                                    | 2009年の上位3チームが主催 （2011年の開幕権がスライド）                                      |
| 2013年    | 2011年の上位3チームが主催                                                                   | 2010年の上位3チームが主催                                                                   |
| 2014年    | 2012年の上位3チームが主催                                                                   | 2011年の上位3チームが主催                                                                   |
| 2015年    | 2013年の上位3チームが主催                                                                   | 2012年の上位3チームが主催                                                                   |
| 2016年    | 2014年の上位3チームが主催                                                                   | 2013年の上位3チームが主催                                                                   |
| 2017年    | 2015年の上位3チームが主催                                                                   | 2014年の上位3チームが主催                                                                   |
| 2018年    | 2016年の上位3チームが主催                                                                   | 2015年の上位3チームが主催                                                                   |
| 2019年    | 2017年の上位3チームが主催                                                                   | 2016年の上位3チームが主催                                                                   |
| 2020年    | 2019新型コロナウイルスによる特例 （当初の予定ではセが2018年,パが2017年の上位3チームが主催） | 2019新型コロナウイルスによる特例 （当初の予定ではセが2018年,パが2017年の上位3チームが主催） |
| 2021年    | 2018年の上位3チームが主催 （2020年の開幕権がスライド）                                      | 2017年の上位3チームが主催 （2020年の開幕権がスライド）                                      |
| 2022年    | 2019年の上位3チームが主催                                                                   | 2018年の上位3チームが主催                                                                   |
| 2023年    | 2021年の上位3チームが主催 （2020年の成績は開幕権に反映しない）                              | 2019年の上位3チームが主催                                                                   |
| 2024年    | 2022年の上位3チームが主催                                                                   | 2021年の上位3チームが主催 （2020年の成績は開幕権に反映しない）                              |
| 2025年 〜 | 2年前の上位3チームが主催                                                                    | 3年前の上位3チームが主催                                                                    |

#### 変遷
日本野球機構（NPB）管轄下のプロ野球では、2001年以前は前年度の公式戦の成績を反映して上位3チームの本拠地球場で開幕戦を実施していた。しかし、阪神タイガースは開幕戦が選抜高等学校野球大会の開催期間中と重なる場合、本拠地である阪神甲子園球場が使用できないため、開幕権を返上して前年度Bクラスチームの本拠地でロードゲームとして開幕を迎えるなど、別の球場で試合を行っていた（参考・阪神タイガース#主催ゲームの開幕戦）。
開幕戦の対戦カードの組み合わせは、1999年のシーズンまでは両リーグとも原則として前年度の最終的な順位の優勝対4位、2位対5位、3位対最下位の対戦であった。それ以降もパシフィック・リーグでは同様の組み合わせで行われているが、セントラル・リーグでは1999年9月にアグリーメント（試合協定）を改定し、組み合わせにこだわらず前年度（2003年以降は後述する2002年の特例適用の理由により、2年前）の順位により優勝、2位、3位の3球団が主催することとした。
2000年開幕戦の組み合わせは優勝対4位、2位対5位、3位対最下位となっているが、前年度順位にこだわらずに組み合わせを決めた結果が偶然その組み合わせとなった。2010年では2008年優勝対同年5位、同年2位対同年最下位、同年3位対同年4位となっている。
過去、後楽園球場 → 東京ドームで本拠地を併用していた読売ジャイアンツと1962年までの毎日オリオンズ → 毎日大映オリオンズ、1963年までの国鉄スワローズ、1964年から2003年までの東映フライヤーズ → 日拓ホームフライヤーズ → 日本ハムファイターズが前年度の順位でAクラスを獲得した場合、本来であれば主催ゲームの試合日程や開催球場を調整していたが、開幕戦に関しては同日または1日遅れの開幕である場合は変則ダブルヘッダーとして、どちらかが13時試合開始のデーゲームを行った後、一旦観客の入れ替えなどをして19時試合開始のナイターを行ったケースがあった。しかし、日本ハムが本拠地を札幌ドームに移転して以降、このような開幕戦変則ダブルヘッダーとなるケースはなくなった。
また、1978年までパ・リーグについては、関東2球団（東映 → 日拓 → 日本ハム、毎日 → 大毎 → 東京 → ロッテ）、近畿3球団（阪急、南海、近鉄）、九州1球団（西鉄 → 太平洋 → クラウン）というリーグ構成だったためか、関東、近畿のそれぞれ前年上位1球団の本拠地及び西鉄 → 太平洋 → クラウンの本拠地だった平和台野球場で開幕戦で行っていた。ゆえに平和台時代のライオンズは前年Bクラスでも毎年本拠地で開幕戦を行うことができた。なお、近鉄については前年Aクラス入りしてもビジターで開幕するという状況であった。その後、1979年からはセ・リーグと同様に前年Aクラスの球団に開幕権が完全実施されるようになり、前年Aクラスの近鉄は球団創設以来初めて本拠地だった日本生命球場で開幕戦を行った。
2023年の開幕戦は、エスコンフィールドHOKKAIDOで行われる試合のみ、通常の3月31日ではなく、3月30日と1日早く開幕するようになった。
開幕戦を含めたカードは普通ほとんどの試合で満員に近い観客動員数を記録する。

#### 例外
先述した阪神の開幕が高校野球の開催期間中と重なって主催権を返上したケース以外に、以下の例外がある。
- 1992年、オリックス・ブルーウェーブは開幕主催権を保有し千葉ロッテマリーンズとの開幕戦を予定していたが、この年から千葉マリンスタジアムに本拠地を移転したロッテが新本拠地で開幕戦を行いたいという意向を示したため、オリックスからこの年の開幕権を譲り受け、千葉でのロッテ対オリックスの開幕戦となった。
- 2002年は、特例的に全国6大都市（札幌、東京、名古屋、大阪、広島、福岡）で開幕戦を施行した。なお、札幌ドームは当時準本拠地化を予定していた西武ライオンズが主催した。2003年以降は、2年前（パ・リーグは2012年以後は後述の震災関連の理由により3年前）のリーグ戦の成績上位3球団が開幕主催権利を得る仕組みとなった。
- 2005年のパ・リーグでは、基準年の2003年3位だった大阪近鉄バファローズが開幕権を保有していたが、近鉄が前年限りで同年最下位のオリックスに吸収合併されたため、同年4位だったロッテが3位に繰り上げて開幕権を取得した。
- 2022年のパ・リーグは、前述にもある通り基準年の2018年3位だった北海道日本ハムファイターズが開幕権を保有していたが、同球団が2023年に開業予定の新球場（エスコンフィールドHOKKAIDO）で開幕戦を行いたい意向を示したため、2019年3位だった東北楽天ゴールデンイーグルスとの間で開幕権を交換した[5]。

東日本大震災による特例については次節参照。

##### 東日本大震災電力不足問題
- 東日本大震災の発生を受けて日本野球機構（NPB）は、セントラル・リーグは観客や選手の安全確保を最優先した上で予定通り3月25日に、パシフィック・リーグは予定を変更し4月12日に開幕すると発表したが[6]、可能な限り東京電力・東北電力管内以外の地域で開催し、管内での夜間の開催は厳に慎むよう文部科学省から要請[7] があったため、セ･リーグは見直し・検討した結果、3月29日開幕予定となる。ナイトゲームは4月5日から開始予定となった[8]。
- しかし、3月29日開幕について文部科学省から再考を求められ、予想以上の世論の反発があったため、4月12日の開幕となった[9][10]。
- この問題に対して、セ・リーグは延期する理由が無いと話した中日[11]、親会社の損失が大きいという理由のヤクルト[12]、できるところでやめるのは得策ではないと考えた阪神[13]、野球人として責務を果たしたい話す巨人や日程的に無理とした広島[14] と、セ・リーグの中では横浜だけが当初から3月25日開幕に反対していた[15]。
- 巨人は最後まで可能な限り通常通りに開幕するという方針だったが[16]、文部科学省の要請や世論（3月17日のフジテレビすぽるとの視聴者アンケートコーナーである、SPORT Q&Aの「セ・リーグの開幕は・・・」という質問に対し、94%が延期すべきと答えた）に促された形で、ヤクルト[17]、阪神[16]、中日[18] が延期反対派から賛成派へ移行したこともあり、巨人が折れる形となった。
- 選手会は当初から一貫してパ・リーグとの同時開幕を望んでおり[19]、同時開幕が受け入れられなかった場合でのストライキやボイコットをちらつかせたが[20]、この要望が受け入れられなかったとしても、ストライキは起こさないと後日発表した[21]。
- この東日本大震災による日程見直しで当初の3月25日から4月12日の開幕に変更されたことで、セ・リーグは巨人、阪神、横浜、パ・リーグは日本ハム、ロッテ、オリックスがそれぞれ開幕主催権を得た。ただし、巨人は東京ドームではなく元々から地方遠征で予定していた宇部市野球場で開幕（巨人してはフランチャイズ制を導入した1952年以降としては初の地方球場での開幕戦）。パ・リーグは本来は2009年のBクラスでこの年はビジター開幕のはずだった西武、ロッテ、オリックスが主催権を得ることになっていたが、西武が西武ドームの構造上の問題で4月中の開催を返上したため、当時組まれていた日本ハム戦の主催権を入れ替える処置を取った。
- このあくる年の2012年は、セ・リーグは慣例の通り2010年度の上位順位球団の主催だったが、パ・リーグは本来2011年に開幕主催をすべきであった2009年の上位順位球団がそのままスライドして主催した。以後パ・リーグは3年前の順位を参考として開幕戦主催を決めるようになった。

##### COVID-19（新型コロナウィルス）対応
2020年は、本来は東京オリンピックによる中断期間（7月19日 - 8月12日）があることを踏まえ、3月20日からの開幕を予定していたが、COVID-19（新型コロナウイルス）の全国的な蔓延を踏まえ、開幕時期を延期し続けた。この結果、開幕は6月19日に無観客試合 で開催することになった。
これにより、セ・リーグは本来2018年度の成績を参考としていた巨人、ヤクルト、広島の3球団に与えていた開幕主催権利は2021年度に繰り越すことにし、2020年度の上位3球団（巨人、阪神、中日）に対する主催開幕権利は2022年度以降のペナントレースには反映しない。

#### 開幕戦の記録
- 開幕戦最多本塁打　長嶋茂雄 10本[24]
- 開幕投手先発数　金田正一、鈴木啓示　14度
- 開幕投手連続先発　山田久志12年連続(1975年〜1986年)
- 開幕投手勝利数　鈴木啓示　9勝
- 開幕投手敗戦数　三浦大輔　7敗

### 都市対抗野球
都市対抗野球大会では1996年まで、前回優勝チーム（無条件で次回大会推薦でシード出場）の試合が開幕戦に充てられていたが、1997年に一度廃止。2011年に前回優勝チームの推薦出場が再開され、開幕戦出場も復活。

## サッカー

### FIFAワールドカップ
- FIFAワールドカップにおける開幕戦は、開催国の試合が行われる。ただし1974年西ドイツ大会から2002年日韓大会までは前回優勝国（シード）の試合が組まれていた。
- 1次リーグの組み合わせ抽選に際しても、開幕戦を行う国については予め「A組」に入れられ、その第1シードとされている。

### FIFAクラブワールドカップ
FIFAクラブワールドカップでは2007年より開催国代表とオセアニア代表の間のプレーオフが開幕戦として行われている。

### Jリーグ
Jリーグでは、開幕前年の12月に実行委員会が行われ、翌年度開幕カードが組まれる。
Jリーグ規約において前年のJ1リーグ戦優勝クラブにはホームでの開幕権が与えられることが規定されている。ただし必ずしも行使しなければならないわけではなく、2014シーズンでは2013年優勝のサンフレッチェ広島はアウェイのヤンマースタジアム長居で開幕戦を戦った。またJ1においては、前年度上位チーム同士の対戦や、ダービーマッチなど話題性のあるカードが開幕戦で組まれることが多くなっている。
2006年はガンバ大阪対浦和レッドダイヤモンズという1週間前のゼロックス・スーパーカップと同一のカードが場所を万博記念競技場に移して行われた。このカードは最終節でも行われ、リーグ優勝決定戦となった他、天皇杯の決勝戦でも顔を合わせることになる。
2004年以後はJリーグ・マッチスケジューラー（日程くん）という試合日程作成用のソフトウェアを活用し、開幕戦や最終戦ではできる限り同じ都道府県・市区町村クラブ同士のダービーマッチなどの開催は避けて、サポーターの注目度の集まる試合日程を組むように編成されている他、本拠地のスタジアムが他のイベント（特に陸上競技場を本拠とする場合は、陸上競技やコンサートなどに日程が抑えられる場合もある）に利用される可能性を加味して、試合日程を調整する。そのため開幕戦であってもプロ野球のように必ずしも前年上位クラブが開幕主催権利を得るというわけではない。
なお日本サッカーリーグから再編されて最初の1993年の開幕戦（5月15日）の「ヴェルディ川崎対横浜マリノス（国立霞ヶ丘陸上競技場）」は、通常の公式戦は参加各クラブが主管・主催するものを、リーグ主管の中立開催に準じた扱いとした。

### 全国高等学校サッカー選手権大会
全国高等学校サッカー選手権大会では『オープニングマッチ』とも呼ばれている。1999年度の第78回大会から12月30日に国立競技場で開会式直後に、この日1回戦1試合だけ行なわれる。それまでの国立競技場は、開会式と準決勝・決勝のみ行われていたが、開会式当日に試合自体は行われていなかったため 開会式の観客動員の減少が懸念されていた。これをふまえ、國學院久我山（東京都）－具志川高校（沖縄県）の試合から初めて開催された。2007年度第86回大会より、開幕戦の出場条件は優先順に以下の通り。
1. 組み合わせ抽選後、東京都B代表校のチームが抽選で1回戦に組まれた試合及び、その対戦校。
2. 1回戦の対戦試合のうち神奈川県、千葉県、埼玉県代表校の試合を除いた、試合抽選。

2021年度第100回大会より、東京都B代表校が必ず1回戦に組まれることが決まり、実質上記の1だけとなる。

## 日本バスケットボール

### Bリーグ
Bリーグでは、開幕年の6月に実行委員会が行われ、開幕カードが組まれる。
初年度となる2016-17シーズンのB1リーグは開幕カードのうち、アルバルク東京 vs 琉球ゴールデンキングスを2日前倒しにしてリーグ主管として2連戦し、翌日より他カードを行った。
2シーズン目となる2017-18シーズンは4カードを1日前倒しで開幕。
3シーズン目以降は原則として10月第1土曜日に開幕節を当てているが、1カードは前倒しで木曜日（2020年と2025年は金曜日）に組んでおり、「先出し開幕試合」と呼んでいる。
島田慎二Bリーグチェアマンによると、先出し開幕を行う理由について「Bリーグが開幕する！ということを広く告知しようと思うと、週末は、競合スポーツが多過ぎる」「一斉開幕するとBリーグの試合がたくさんあり、押しが分散して、メディア効果面で難がある。号砲のように始まる！という空気を醸成するには1試合に集中した方が良い」としており、木曜開幕については「金曜日はアリーナ確保状況によって普通に試合が複数あり得るので被る可能性が高く、避けようとすると木曜日になる」と語っている。
| 年月日        | 会場                       | ホーム                         | 結果     | アウェー                       | 観客数 | 備考                                          |
| ------------- | -------------------------- | ------------------------------ | -------- | ------------------------------ | ------ | --------------------------------------------- |
| 2016年9月22日 | 代々木第一体育館           | アルバルク東京                 | 80 - 75  | 琉球ゴールデンキングス         | 9132人 | 初年度の開幕戦 リーグ主管で2連戦先出し        |
| 2017年9月29日 | ブレックスアリーナ         | 栃木ブレックス                 | 78 - 64  | シーホース三河                 | 4012人 | 4試合先出し                                   |
| 2017年9月29日 | とどろきアリーナ           | 川崎ブレイブサンダース         | 76 - 77  | 名古屋ダイヤモンドドルフィンズ | 3304人 | 4試合先出し                                   |
| 2017年9月29日 | 横浜文化体育館             | 横浜ビー・コルセアーズ         | 56 - 73  | 滋賀レイクスターズ             | 2863人 | 4試合先出し                                   |
| 2017年9月29日 | 沖縄市体育館               | 琉球ゴールデンキングス         | 54 - 73  | サンロッカーズ渋谷             | 3621人 | 4試合先出し                                   |
| 2018年10月4日 | 船橋アリーナ               | 千葉ジェッツ                   | 72 - 81  | 川崎ブレイブサンダース         | 5067人 |                                               |
| 2019年10月3日 | 横浜アリーナ               | 川崎ブレイブサンダース         | 78 - 57  | 宇都宮ブレックス               | 9514人 | リーグ主管 レギュラーシーズン最多動員記録更新 |
| 2020年10月2日 | アリーナ立川立飛           | アルバルク東京                 | 85 - 79  | 川崎ブレイブサンダース         | 1311人 |                                               |
| 2021年9月30日 | 沖縄アリーナ               | 琉球ゴールデンキングス         | 63 - 62  | アルバルク東京                 | 3780人 | 完成後初の公式戦                              |
| 2022年9月29日 | ドルフィンズアリーナ       | 名古屋ダイヤモンドドルフィンズ | 101 - 86 | シーホース三河                 | 4022人 |                                               |
| 2023年10月5日 | SAGAアリーナ               | 佐賀バルーナーズ               | 63 - 80  | 琉球ゴールデンキングス         | 7022人 | 完成後初の公式戦                              |
| 2024年10月3日 | オープンハウスアリーナ太田 | 群馬クレインサンダーズ         | 82 - 53  | 広島ドラゴンフライズ           | 4992人 |                                               |
| 2025年10月3日 | トヨタアリーナ東京         | アルバルク東京                 | -        | 宇都宮ブレックス               |        | 完成後初の公式戦                              |

## その他のスポーツ
デイトナ500
NASCARカップ・シリーズの開幕戦
フォーティネット選手権
アメリカ男子プロゴルフPGAツアーの開幕戦
マスターズ
アメリカ男子プロゴルフでの四大メジャー・開幕戦
三菱電機選手権
アメリカ男子プロゴルフチャンピオンズツアーの開幕戦
フェブラリーステークス
中央競馬における当該年度のGIレース開幕戦
鳳凰賞競走
競艇における当該年度のSGレース開幕戦で2014年からは通称名称としてボートレースクラシック（BOAT RACE CLASSIC）の名が加わる。
競輪
競輪のグレードレース（GI・GII・GIII）においては、大会の開幕レースである初日第1レースの1番車に有力な若手選手を入れる慣例があり、「期待枠」とも呼ばれている
プロレス
日本のプロレス界では、シリーズごとの第一戦のことを開幕戦と呼ぶ。世界最強タッグ決定リーグ戦などリーグ戦が行われるシリーズでは開会式が行われる他、そうでない場合でもシリーズの方針を示す主要カードが組まれる。一時期の世界最強タッグ決定リーグ戦のように開幕戦の会場を後楽園ホールに固定していた例もある。
K-1
K-1 WORLD GP及びK-1 WORLD MAXでは、本大会として16人参加のトーナメントが開かれるが、トーナメントは1回戦と準々決勝以降の2大会に分けられ、そのうち1回戦として行う大会を開幕戦と呼ぶ。
ジャパンラグビーリーグワン
リーグ再編後最初のシーズン・2022年度から、参加各クラブの主管・主催で行う方式を採用しているが、その開幕戦「スピアーズ東京ベイ対埼玉ワイルドナイツ」（2022年1月7日開催予定　国立霞ヶ丘陸上競技場）はリーグ主管試合の中立開催として行うことになり、開会セレモニーなどを予定していたが、埼玉の選手の新型コロナウィルスの陽性者が多数出たことで、出場登録人数を満たせないことが判明したため、開幕戦・開会セレモニーは中止となった。なおこの試合では、メインスタンド2階席に特別ホスピタリティーシート「オープニングセレブレーションシートプレミア（1席52,000円）」、「オープニングセレブレーションシート（1席32,000円）」が販売され、そのチケットが完売となる大盛況となっていた。